# Casper Winther
Casper Kaarsbo Winther (11 febbraio 2003) è un calciatore danese, centrocampista del Lyngby.

## Carriera

### Club
Cresciuto nel settore giovanile del Lyngby, debutta in prima squadra il 7 ottobre 2020, in occasione dell'incontro di DBUs Landspokalturnering vinto ai rigori contro il Brønshøj. Il 1º marzo 2021 ha esordito anche in Superligaen, disputando l'incontro vinto per 1-4 contro il SønderjyskE.

### Nazionale
Ha rappresentato le nazionali giovanili danesi.

## Statistiche

### Presenze e reti nei club
Statistiche aggiornate al 20 marzo 2023.
| Stagione        | Squadra         | Campionato      | Campionato | Campionato | Coppe nazionali | Coppe nazionali | Coppe nazionali | Coppe continentali | Coppe continentali | Coppe continentali | Altre coppe | Altre coppe | Altre coppe | Totale | Totale |
| Stagione        | Squadra         | Comp            | Pres       | Reti       | Comp            | Pres            | Reti            | Comp               | Pres               | Reti               | Comp        | Pres        | Reti        | Pres   | Reti   |
| --------------- | --------------- | --------------- | ---------- | ---------- | --------------- | --------------- | --------------- | ------------------ | ------------------ | ------------------ | ----------- | ----------- | ----------- | ------ | ------ |
| 2020-2021       | Lyngby          | SL              | 6          | 0          | CD              | 1               | 0               |                    | -                  | -                  |             | -           | -           | 7      | 0      |
| 2021-2022       | Lyngby          | 1D              | 13         | 0          | CD              | 1               | 1               |                    | -                  | -                  |             | -           | -           | 14     | 1      |
| 2022-2023       | Lyngby          | SL              | 20         | 0          | CD              | 1               | 0               |                    | -                  | -                  |             | -           | -           | 21     | 0      |
| Totale Lyngby   | Totale Lyngby   | Totale Lyngby   | 39         | 0          |                 | 3               | 1               |                    | -                  | -                  |             | -           | -           | 42     | 1      |
| Totale carriera | Totale carriera | Totale carriera | 39         | 0          |                 | 3               | 1               |                    | -                  | -                  |             | -           | -           | 42     | 1      |